# Episodi di South Park (terza stagione)
La terza stagione di South Park, composta da 17 episodi, è stata trasmessa negli Stati Uniti, da Comedy Central, dal 7 aprile 1999 al 12 gennaio 2000.
L'edizione italiana è stata trasmessa dal 7 gennaio al 29 aprile 2002 su Italia 1, tranne l'episodio Il dilemma di Garrison che è stato invece trasmesso il 28 aprile 2006 su Comedy Central.
| nº | Titolo originale                   | Titolo italiano                            | Prima TV USA     | Prima TV Italia  |
| -- | ---------------------------------- | ------------------------------------------ | ---------------- | ---------------- |
| 1  | Rainforest Shmainforest            | I cori spaccamaroni                        | 7 aprile 1999    | 7 gennaio 2002   |
| 2  | Spontaneous Combustion             | La teoria del peto spontaneo               | 14 aprile 1999   | 14 gennaio 2002  |
| 3  | Succubus                           | Le donne che succhiano la vita agli uomini | 21 aprile 1999   | 21 gennaio 2002  |
| 4  | Jakovasaurs                        | Chi vive con speranza se ne va in vacanza  | 16 giugno 1999   | 28 gennaio 2002  |
| 5  | Tweek vs. Craig                    | Giochi di mano, giochi da pisquano         | 23 giugno 1999   | 4 febbraio 2002  |
| 6  | Sexual Harassment Panda            | Il panda delle molestie sessuali           | 7 luglio 1999    | 11 febbraio 2002 |
| 7  | Cat Orgy                           | L'orgia dei gatti                          | 14 luglio 1999   | 18 febbraio 2002 |
| 8  | Two Guys Naked in a Hot Tub        | Bagno caldo per due                        | 21 luglio 1999   | 18 febbraio 2002 |
| 9  | Jewbilee                           | Kenny salva Mosè                           | 28 luglio 1999   | 4 marzo 2002     |
| 10 | Korn's Groovy Pirate Ghost Mystery | Non toccate il cadavere delle vecchiette   | 27 ottobre 1999  | 11 marzo 2002    |
| 11 | Chinpokomon                        | Una moda pericolosa                        | 3 novembre 1999  | 18 marzo 2002    |
| 12 | Hooked on Monkey Fonics            | Scimmia tu che scimmio anch'io             | 10 novembre 1999 | 1º aprile 2002   |
| 13 | Starvin' Marvin in Space           | Donato l'allupato nello spazio             | 17 novembre 1999 | 8 aprile 2002    |
| 14 | The Red Badge of Gayness           | La guerra civile è un'opinione             | 24 novembre 1999 | 15 aprile 2002   |
| 15 | Mr. Hankey's Christmas Classics    | I classici di Mr. Hankey                   | 1º dicembre 1999 | 22 aprile 2002   |
| 16 | Are You There God? It's Me, Jesus  | Un Capodanno indimenticabile               | 29 dicembre 1999 | 29 aprile 2002   |
| 17 | World Wide Recorder Concert        | Il dilemma di Garrison                     | 12 gennaio 2000  | 28 aprile 2006   |

## Salviamo La Foresta Pluviale
- Titolo originale: Rainforest Shmainforest
- Diretto da: Trey Parker ed Eric Stough
- Scritto da: Trey Parker e Matt Stone

### Trama
Dopo essersi comportati male, i ragazzi vengono costretti dal signor Mackey a unirsi a un coro di beneficenza per salvare la foresta pluviale. Sfortunatamente, il gruppo si perde nella foresta.
- Guest star: Jennifer Aniston (Miss Stevens)

## La teoria del peto spontaneo
- Titolo originale: Spontaneous Combustion
- Diretto da: Matt Stone
- Scritto da: Trey Parker, Matt Stone e David R. Goodman

### Trama
Molta gente in città (tra cui Kenny) inizia a morire per combustione spontanea. Il sindaco McDaniels incarica Randy Marsh di trovare le cause di questa epidemia.

## Il Mostro Di Lochness
- Titolo originale: Succubus
- Diretto da: Trey Parker
- Scritto da: Trey Parker

### Trama
Chef si fidanza con una donna che lo tiene occupato tutto il tempo, e che si scoprirà essere un succubo.

## Chi vive con speranza se ne va in vacanza
- Titolo originale: Jakovasaurs
- Diretto da: Matt Stone
- Scritto da: Trey Parker, Matt Stone e David R. Goodman

### Trama
Mentre Cartman, Stan, Kyle e Kenny sono in campeggio nei boschi, scoprono un esemplare femmina di Jakovasauro, una specie umanoide che si credeva estinta da tempo. L'animale, battezzato dagli abitanti di South Park "Speranza", viene invitato dal sindaco e del Ministero degli Interni a vivere in una casa insieme a un altro Jakovasauro maschio scoperto poco dopo di nome Jakov, nella speranza che si riproducano e ricreino la specie. I Jakovasauri, tuttavia, si rivelano degli esseri molesti e insopportabili, iniziando a scocciare gli abitanti, che presto cominciano a volersene liberare. Decidono così di spedirli in Francia tramite un falso quiz a premi, con grande disperazione di Cartman, unico abitante di South Park a trovarli simpatici.

## Giochi di mano, giochi da pisquano
- Titolo originale: Tweek vs. Craig
- Diretto da: Trey Parker
- Scritto da: Trey Parker

### Trama
I ragazzi seguono un corso di artigianato (utile ad imparare mestieri vari) e durante la lezione Stan, Kyle e Cartman decidono di organizzare una lotta fra Tweek e Craig, solo per vedere chi tra i due sia il più "piantagrane". Kenny nel frattempo è molto contento di seguire il corso di economia domestica, in quanto privo di pericoli. Al momento della grande sfida i contendenti non sanno esattamente cosa fare, quindi Stan e Kyle, con l'aiuto di Jimbo e Ned, insegnano a Tweek il pugilato, mentre Cartman prepara Craig nell'arte del sumo. I due, dopo una lotta terribile, finiscono all'ospedale, senza però estinguere il loro astio. Intanto, il signor Adler, insegnante di artigiananato, è in totale depressione per via della morte della donna amata.

## Il panda delle molestie sessuali
- Titolo originale: Sexual Harassment Panda
- Diretto da: Eric Stough
- Scritto da: Trey Parker

### Trama
Dopo che il panda delle molestie sessuali, una mascotte creata per prevenire le molestie sessuali, ha visitato la scuola elementare, tutti a South Park iniziano a denunciarsi a vicenda per i motivi più futili.

## L'orgia dei gatti
- Titolo originale: Cat Orgy
- Diretto da: Trey Parker
- Scritto da: Trey Parker

### Trama
La mamma di Cartman si reca a una festa e lascia Shelley, la sorella di Stan, a fargli da babysitter. Questa invita il suo ragazzo, Skyler, a passare la serata lì. Skyler ha 22 anni, suona la chitarra e vorrebbe sfondare come musicista. Dopo vari tentativi di avvertire la madre, Cartman riesce a ottenere le prove della presenza di Skyler in casa. In quel momento Skyler, seccato dalla riluttanza a concedersi di Shelley, la abbandona. Shelley si dispera e Cartman, impietosito, decide di aiutarla a vendicarsi distruggendo la chitarra di Skyler. Nel frattempo la gatta di Cartman, in calore, porta in casa decine di gatti con i quali si scatena in un'orgia. Fortunatamente la madre torna completamente ubriaca, dando modo ai due bambini di mettere tutto a posto.

## Bagno caldo per due
- Titolo originale: Two Guys Naked in a Hot Tub
- Diretto da: Trey Parker
- Scritto da: Trey Parker, Matt Stone e David R. Goodman

### Trama
Alla festa organizzata dal signor Mackey per una pioggia di meteoriti imminente, Randy Marsh e Gerald Broflovsky si trovano insieme in una vasca idromassaggio. Intanto, il Bureau of Alcohol, Tobacco, Firearms and Explosives irrompe alla festa con l'intenzione di uccidere tutti, credendo che siano membri di una setta.

## Kenny salva Mosè
- Titolo originale: Jewbilee
- Diretto da: Trey Parker
- Scritto da: Trey Parker

### Trama
Kyle ed Ike, insieme a Kenny, fanno parte degli scout ebrei di South Park. Nel frattempo, qualcuno sta tramando per rilasciare il demone Haman.

## Non toccate il cadavere delle vecchiette
- Titolo originale: Korn's Groovy Pirate Ghost Mystery
- Diretto da: Trey Parker
- Scritto da: Trey Parker

### Trama
Ad Halloween, Stan, Kyle, Cartman e Kenny riesumano il cadavere della nonna di Kyle per spaventare i ragazzini di quinta. Poi, i Korn arrivano a South Park come una parodia di Scooby-Doo e coinvolgono tutti in un mistero sui pirati fantasma.

## Una moda pericolosa
- Titolo originale: Chinpokomon
- Diretto da: Trey Parker ed Eric Stough
- Scritto da: Trey Parker

### Trama
In tutti gli USA, compresa South Park, si diffonde la mania dei Chinpokomon (ovvia parodia dei Pokémon), piccoli mostriciattoli giapponesi. Kyle è l'unico dei bambini a non tenere il passo con gli altri e inizia a deprimersi, mentre gli adulti scoprono ben presto che l'intento dei creatori del gioco è spingere, tramite dei messaggi subliminali, i bambini a rovesciare il governo statunitense. I creatori del marchio vengono contattati, ma essi utilizzano lo stratagemma del grosso pene americano per distrarre gli uomini, nonostante le donne cerchino di avvertirli che si tratta solo di un trucco.
Gli adulti si rendono conto che i bambini sono volubili, così cercano un modo per far perdere interesse ai propri figli riguardo ai Chinpokomon, senza successo. Mentre i ragazzi marciano verso l'aeroporto pronti a lanciare un attacco, gli adulti fanno la loro comparsa e mettono in atto il loro piano: fanno vedere ai bambini quanto anche ai grandi piacciano i Chinpokomon. I ragazzi dicono che, se una cosa piace anche agli adulti, non può più essere "fica", e abbandonano così la missione. Kyle, che sta ancora seguendo la moda, continua a guidare il suo aereo, fino a quando gli altri dichiarano finita la moda e Stan gli spiega che le mode non si dovrebbero seguire.
Più tardi, i ragazzi hanno definitivamente rinunciato a seguire le mode, decidendo di comprare solamente i giocattoli che gli piacciono per davvero.

## Scimmia tu che scimmio anch'io
- Titolo originale: Hooked on Monkey Fonics
- Diretto da: Trey Parker
- Scritto da: Trey Parker

### Trama
La signora Cartman compra al figlio una scimmia addestrata che dovrebbe aiutarlo nella gara di spelling. Intanto, Kyle si innamora di una ragazzina che studia a casa.

## Donato l'allupato nello spazio
- Titolo originale: Starvin' Marvin in Space
- Diretto da: Trey Parker
- Scritto da: Trey Parker, Matt Stone e Kyle McCulloch

### Trama
Stan, Kyle, Cartman e Kenny vengono contattati dalla CIA a proposito del loro vecchio amico etiope Donato l'allupato, che, a quanto sembra, ha scoperto un'astronave aliena nel deserto.

## La guerra civile è un'opinione
- Titolo originale: The Red Badge of Gayness
- Diretto da: Trey Parker
- Scritto da: Trey Parker

### Trama
A South Park si tiene una rievocazione della guerra civile americana; Cartman, però, allo scopo di vincere un'assurda scommessa con Stan e Kyle (su chi avrebbe vinto la guerra), con l'aiuto della birra "Schnapps Sì Ancora", convince gli uomini della città a trasformare l'innocua rievocazione in una scalcinata rivincita della guerra civile. Stan e Kyle riusciranno a mandare a monte i suoi piani con l'aiuto del nonno di Stan.

## I classici di Mr. Hankey
- Titolo originale: Mr. Hankey's Christmas Classics
- Diretto da: Trey Parker
- Scritto da: Trey Parker

### Trama
Mister Hankey presenta uno speciale di Natale, con canzoni classiche interpretate dai personaggi della serie.
- Note: l'episodio è stato trasmesso in replica anche col titolo Natale a casa Hankey.

## Un Capodanno indimenticabile
- Titolo originale: Are You There God? It's Me, Jesus
- Diretto da: Eric Stough
- Scritto da: Trey Parker

### Trama
Stan, Kyle e Kenny diventano gelosi di Cartman che sostiene di avere il ciclo mestruale. Nel frattempo, Gesù è agitato per l'arrivo del nuovo millennio.

## Il dilemma di Garrison
- Titolo originale: World Wide Recorder Concert
- Diretto da: Eric Stough
- Scritto da: Trey Parker

### Trama
I bambini di South Park sono invitati in Arkansas per partecipare al primo concerto di flauto dolce trasmesso in mondovisione.